# Glenham
Glenham é uma cidade  localizada no estado norte-americano de Dacota do Sul, no Condado de Walworth.

## Demografia
Segundo o censo norte-americano de 2000, a sua população era de 139 habitantes.
Em 2006, foi estimada uma população de 125, um decréscimo de 14 (-10.1%).

## Geografia
De acordo com o United States Census Bureau tem uma área de
0,8 km², dos quais 0,8 km² cobertos por terra e 0,0 km² cobertos por água. Glenham localiza-se a aproximadamente 513 m acima do nível do mar.

## Localidades na vizinhança
O diagrama seguinte representa as localidades num raio de 32 km ao redor de Glenham.